# Turbicellepora tuberosa
Turbicellepora tuberosa är en mossdjursart som först beskrevs av Smitt 1867.  Turbicellepora tuberosa ingår i släktet Turbicellepora och familjen Celleporidae. Inga underarter finns listade i Catalogue of Life.